# Myjailo Luchnik
Myjailo Luchnik –en ucraniano, Михайло Лучнік– es un deportista ucraniano que compitió en piragüismo en la modalidad de aguas tranquilas. Ganó tres medallas en el Campeonato Mundial de Piragüismo entre los años 2001 y 2003, y  tres medallas en el Campeonato Europeo de Piragüismo entre los años 1999 y 2000.

## Palmarés internacional
| Campeonato Mundial | Campeonato Mundial           | Campeonato Mundial | Campeonato Mundial |
| Año                | Lugar                        | Medalla            | Competición        |
| ------------------ | ---------------------------- | ------------------ | ------------------ |
| 2001               | Poznań (Polonia)             | Medalla de bronce  | K2 200 m           |
| 2001               | Poznań (Polonia)             | Medalla de bronce  | K4 200 m           |
| 2003               | Gainesville (Estados Unidos) | Medalla de oro     | K4 200 m           |
| Campeonato Europeo |                              |                    |                    |
| Año                | Lugar                        | Medalla            | Competición        |
| 1999               | Zagreb (Croacia)             | Medalla de plata   | K4 200 m           |
| 2000               | Poznań (Polonia)             | Medalla de oro     | K2 200 m           |
| 2000               | Poznań (Polonia)             | Medalla de plata   | K4 200 m           |